# Quasimodo (personaggio)
Quasimodo è un personaggio immaginario ideato da Victor Hugo per il suo romanzo Notre-Dame de Paris del 1831, dove appare come il vero protagonista della storia.
Quasimodo è descritto come un essere deforme e di mostruosa bruttezza: è guercio, zoppo e (in seguito alla sua prolungata vicinanza con le campane) sordo. Inoltre, in quanto affetto anche da ipercifosi, è conosciuto più comunemente con il soprannome Il gobbo di Notre Dame. Egli ha infatti il compito di suonare le campane della cattedrale di Notre-Dame, edificio in cui vive nascosto da tutti e del quale sembra essere l'anima.
Prende il nome dalla domenica quasimodo, la prima dopo Pasqua, poiché sarebbe stato abbandonato proprio in quel giorno.

## Nel romanzo
Quasimodo è figlio di una famiglia Romaní che lo ha cresciuto fino a circa quattro anni di età, quando a causa della sua deformità l'abbandonò nella culla di Agnès il giorno che venne rapita dai romani. Rifiutato dalla madre adottiva, venne portato da due pie donne dal vescovo per venire battezzato ed esposto nella ruota dei trovatelli a Notre-Dame. Qui fu adottato dall'arcidiacono Claude Frollo, che gli impose il nome di Quasimodo e lo fece diventare il campanaro della cattedrale, convertendolo alla religione cattolica. La coppia romaní rapì e crebbe, al suo posto, una bambina di nome Agnès, figlia di una prostituta.
È odiato e temuto dal popolo di Parigi, che lo considera il Diavolo o il Mostro e ritiene che sia figlio di una strega: Quasimodo è infatti gobbo, guercio, zoppo e, a causa del suo impiego e alla prolungata e ravvicinata esposizione al suono delle campane, sordo e del tutto incapace di comunicare. Egli ricambia il disprezzo odiando a sua volta la gente, dimostrando invece grande amore e devozione per l'arcidiacono, la chiesa e le campane. Nell'anno 1482, quando ha circa vent'anni, Quasimodo decide, seppur contro gli ordini del padrone Frollo, di intrufolarsi alla Festa dei folli, in cui viene incoronato "Papa dei folli" per la sua bruttezza. Avendo però tentato di rapire Esmeralda per ordine di Frollo, Quasimodo viene frustato sotto lo sguardo spaventato e allo stesso tempo divertito di tutta la folla.
La romaní Esmeralda è l'unica ad avere pietà di lui e gli porta da bere. Da quel momento Quasimodo s'innamora perdutamente di lei. Pochi giorni dopo, il campanaro ricambia il favore salvando dall'impiccagione Esmeralda , falsamente accusata di tentato omicidio verso Phoebus de Châteaupers, il capitano delle guardie reali. In realtà a pugnalare l'uomo è stato Frollo, per l'amore non ricambiato della gitana. Quasimodo nasconde la romaní nella Cattedrale di Notre-Dame di Parigi, dove dovrebbe godere del diritto d'asilo. Esmeralda gli mostra riconoscenza, continuando tuttavia ad amare Phoebus; da parte sua, il campanaro inizia a servire e proteggere Esmeralda scatenando la gelosia dell'arcidiacono nei suoi confronti.
Frollo tenta nuovamente di ottenere l'amore di Esmeralda, facendole scegliere tra lui e la morte, ma la romaní lo rifiuta: ora nemmeno Luigi XI, il re di Francia, può difendere la ragazza che viene uccisa. La sordità di Quasimodo contribuisce al dramma, poiché egli impedisce ai romaní, intenzionati a far fuggire Esmeralda, di entrare nella cattedrale. Frollo assiste all'esecuzione da una torre del campanile assieme a Quasimodo che, mosso dall'ira, fa precipitare l'arcidiacono.
Alla fine della storia Quasimodo si reca nel posto dove è stato deposto il corpo di Esmeralda e si lascia morire al suo fianco, scena denominata "Il Matrimonio di Quasimodo".
Molte di queste scene del romanzo sono state riprese anche nel musical di Cocciante e Plamondon.

## Versione Disney

Quasimodo nella versione Disney.

Nel lungometraggio Disney del 1996, Quasimodo è il protagonista assoluto ed è molto diverso rispetto al romanzo.
A differenza del romanzo, il Quasimodo della versione Disney ha entrambi gli occhi, con quello sinistro solo parzialmente coperto, non è sordo ed è capace di parlare fluentemente. Ha tre amici gargoyle antropomorfi di nome Victor, Hugo e Laverne. Vivendo in isolamento nella cattedrale e suonando quotidianamente le campane, Quasimodo ha sviluppato una forza sovrumana, una grande agilità e abilità raffinate nell'artigianato, scolpendo un plastico di Parigi.
All'inizio del film, la madre zingara cerca di portare con sé il bambino gobbo alla cattedrale di Notre-Dame, ma il giudice antizigano Claude Frollo la insegue e la uccide inavvertitamente. Frollo tenta di annegare il bambino in un pozzo vicino vedendo la sua deformità (ed etichettandolo come un mostro), ma l'arcidiacono della chiesa lo ferma e gli chiede di espiare il suo crimine crescendo il bambino come suo figlio. Temendo l'ira di Dio, Frollo accetta con riluttanza e adotta il bambino nella speranza che un giorno gli sia utile. Frollo chiama crudelmente il bambino Quasimodo, che nel film in latino significa "formato a metà". Nel corso degli anni alleva Quasimodo con crudeltà, vietandogli di lasciare il campanile della cattedrale e insegnandogli che il mondo è un luogo malvagio e peccaminoso e che il popolo parigino lo rifiuterà a causa della sua deformità. Mente anche a Quasimodo su sua madre, dicendogli che lo ha abbandonato da bambino e che chiunque altro lo avrebbe annegato se Frollo non fosse intervenuto e lo avesse adottato. Quasimodo, tuttavia, cresce fino a diventare un giovane di buon cuore, gentile, ingenuo, timido e curioso che desidera ardentemente unirsi al mondo esterno.
Nonostante il divieto imposto da Frollo, Quasimodo sgattaiola fuori dalla cattedrale durante la Festa dei folli, dove viene incoronato "Re dei folli". Mentre è lì, incontra Esmeralda, di cui si innamora. Due delle guardie di Frollo rovinano il momento in cui gli lanciano dei pomodori e lo legano a una ruota per umiliarlo insieme a una folla di presenti con crudeltà. Frollo si rifiuta di aiutarlo come punizione per la sua disobbedienza, ma Esmeralda ha pietà di lui e lo libera dopo che il capitano Febo non è riuscito a convincere Frollo a intervenire. Dopo che Esmeralda fugge, Frollo affronta Quasimodo che si scusa e torna al campanile. Successivamente fa amicizia con lei e la aiuta a fuggire dagli uomini di Frollo in segno di gratitudine.
Frollo alla fine trova gli zingari e l'amante di Esmeralda, il capitano Febo, alla Corte dei Miracoli. Poi condanna a morte Esmeralda e fa incatenare Quasimodo nel campanile. Quasimodo, tuttavia, si libera e salva Esmeralda dall'esecuzione di morte sul rogo. Anche Febo si libera dalla sua gabbia e raduna i cittadini di Parigi contro la tirannia di Frollo. Tuttavia, Frollo riesce ad entrare con successo nella cattedrale e cerca di uccidere Quasimodo. I due lottano brevemente finché Quasimodo getta a terra Frollo e lo rimprovera indignato, vedendolo finalmente per quello che è condannando l'innocente Esmeralda. L'iracondo Frollo prova a ucciderlo di nuovo e gli rivela la verità su sua madre. Alla fine entrambi gli uomini cadono dal balcone, ma Febo prende al volo Quasimodo e lo trae in salvo, mentre Frollo si aggrappa a un doccione che si spezza e lo fa cadere fino alla morte. Quasimodo viene finalmente accettato nella società dai cittadini di Parigi mentre celebrano la morte di Frollo e la liberazione della città.
Cinque anni dopo, nel sequel, il campanaro mantiene il suo lavoro, ma è ormai accettato da tutti i parigini e ha accettato lui stesso le nozze di Esmeralda con Febo. Poco dopo si fidanzerà con Madellaine, una circense, affrontando prima Sarousch, il proprietario ladro del circo, insieme al figlio di Esmeralda, Zephyr, e poi coronando con Madellaine il suo sogno d'amore in occasione della festa degli innamorati, quando lei va a vivere nella cattedrale con lui, che le dice tutto sui suoi amici gargoyles che si muovono.

## Filmografia

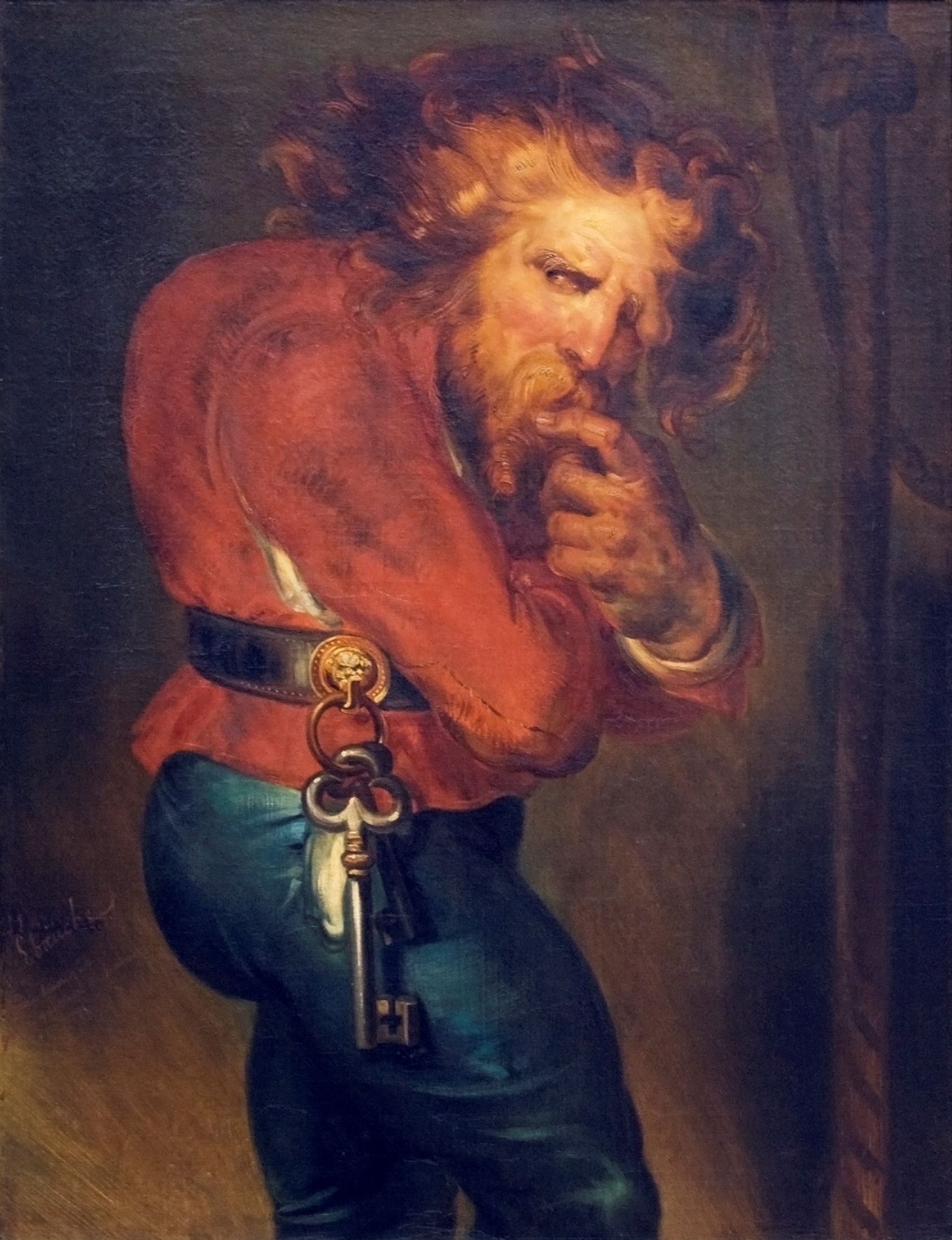
Quasimodo in un dipinto di Antoine Wiertz.

- The Darling of Paris, film diretto da J. Gordon Edwards (1917)
- Il gobbo di Notre Dame (The Hunchback of Notre Dame, 1923), film diretto da Wallace Worsley
- Notre Dame (The Hunchback of Notre Dame, 1939), film diretto da William Dieterle
- Il gobbo di Notre Dame (Notre Dame de Paris, 1956), film diretto da Jean Delannoy
- Il gobbo di Notre Dame (The Hunchback of Notre Dame, 1996), film d'animazione della Disney diretto da Gary Trousdale e Kirk Wise
- Il gobbo di Notre Dame II (2002) - seguito del film Disney del 1996